# Casa Garson
A Casa Garson foi uma famosa loja de varejo de móveis, eletrodomésticos e discos. Criada antes da década de 1950, era sediada na cidade do Rio de Janeiro; fundada por Samuel Garson.
Essa Organização inaugurou uma profícua fase de aproximação com os grandes cantores da época (como Cauby Peixoto e Angela Maria) que lá compareciam para atrair a presença dos fãs e o consequente aumento na vendagem de disco. Ela também patrocinava programa musical em canal de televisão carioca. Nos anos 1950, com intuito de promover mais vendas de eletrodomésticos, Abraham Medina, diretor da Casa Garson e sobrinho de Samuel Garson, costumava associar a Casa Garson para patrocinar o programa dominical na Rádio Nacional, do cantor Francisco Alves. Por esse auditório desfilavam vozes: Orlando Silva, Sílvio Caldas, etc. Posteriormente, Medina abriria sua própria loja,  O Rei da Voz, título que deu, em homenagem  ao grande cantor Francisco Alves, assim conhecido 

Foi adquirida pelas Casas Bahia em 1995. Pelo acordo, a Casas Bahia incorporou a Garson ao assumir a dívida de US$ 48 milhões da rede de lojas carioca com fornecedores. A negociação envolveu transferência de dívidas, "a família Garson não receberá um tostão pela venda das suas 36 lojas espalhadas pelo Grande Rio de Janeiro", afirmou Samuel Klein, proprietário da Casas Bahia na época. Com esta aquisição a Casas Bahia superou o Ponto Frio-um dos principais concorrentes, que também disputava a Garson.
Desde 1997 a Garson Factoring Fomento Mercantil, remanescente da Casa Garson, oferece soluções financeiras para atender a segmentos diversos, como comércio, serviços e indústria de maneira customizada.  É uma empresa de fomento mercantil (também chamado de fomento comercial).  Idealizada
pelo empresário Samuel Garson, que vendeu o controle acionário da Casa Garson para as Casas Bahia, a Garson Fomento Mercantil, com sede no Rio de Janeiro e filial em São Paulo, atende indústrias e empresas do varejo de médio e grande porte, principalmente nos estados do Rio de Janeiro, São Paulo e Paraná. A empresa é associada à Associação Nacional de Fomento Comercial (ANFAC), desde 2008, e também filiada ao Sindicato das Sociedades de Fomento Mercantil – Factoring do Estado do Rio de Janeiro.